# Campeonato Europeo de Curling Masculino de 2007
El XXXIII Campeonato Europeo de Curling Masculino se celebró en Füssen (Alemania) entre el 1 y el 8 de diciembre de 2007 bajo la organización de la Federación Mundial de Curling (WCF) y la Federación Alemana de Curling.
Las competiciones se realizaron en el Bundesleistungszentrum de la ciudad alemana.

## Tabla de posiciones
| Pos | Equipo          | G | P | G–P |
| --- | --------------- | - | - | --- |
| 1   | Noruega         | 9 | 0 | –   |
| 2   | Dinamarca       | 6 | 3 | 1–0 |
| 3   | Suiza           | 6 | 3 | 0–1 |
| 4   | Escocia         | 5 | 4 | 2–0 |
| 5   | Alemania        | 5 | 4 | 1–1 |
| 6   | Suecia          | 5 | 4 | 0–2 |
| 7   | Francia         | 4 | 5 | –   |
| 8   | República Checa | 3 | 6 | –   |
| 9   | Finlandia       | 2 | 7 | –   |
| 10  | Italia          | 0 | 9 | –   |

## Cuadro final
|  | Clasif. a semifinal | Clasif. a semifinal | Clasif. a semifinal |  |  | Semifinal | Semifinal |  |         | Final   | Final |
|  |                     |                     |                     |  |  |           |           |  |         |         |       |
|  | 1                   | Noruega             | 7                   |  |  |           |           |  |         |         |       |
|  | 2                   | Dinamarca           | 4                   |  |  |           |           |  |         | Noruega | 3     |
|  |                     |                     |                     |  |  | Dinamarca | 3         |  | Escocia | 5       |       |
|  |                     | Escocia             | 8                   |  |  |           |           |  |         |         |       |
|  | 3                   | Suiza               | 4                   |  |  |           |           |  |         |         |       |
|  | 4                   | Escocia             | 9                   |  |  |           |           |  |         |         |       |

## Medallistas
| Evento | Oro                                                                     | Plata                                                                                           | Bronce                                                                               |
| ------ | ----------------------------------------------------------------------- | ----------------------------------------------------------------------------------------------- | ------------------------------------------------------------------------------------ |
| Equipo | Escocia David Murdoch Graeme Connal Peter Smith Euan Byers Peter Loudon | Noruega · Thomas Ulsrud · Torger Nergård · Christoffer Svae · Håvard Vad Petersson · Thomas Due | Dinamarca Johnny Frederiksen Lars Vilandt Bo Jensen Kenneth Hertsdahl Mikkel Poulsen |